# 維克多·卡拉丁尼
維克多·曼紐爾·卡拉丁尼（英語：Víctor Manuel Caratini，1993年8月17日—），為美國職棒大聯盟的捕手，目前效力於休士頓太空人，他先前曾效力過小熊、教士與釀酒人等隊。他身高185公分，體重98公斤，並是一名左右開弓的打者。

## 職業生涯

### 亞特蘭大勇士
2013年美國職棒大聯盟選秀，勇士隊在第二輪179順選進卡拉丁尼。他先從新人聯盟開始打起，隨後在隔年升上高階1A。

### 芝加哥小熊
2014年7月31日，勇士隊將卡拉丁尼交易至小熊，換來Emilio Bonifácio和James Russell。卡拉丁尼到了小熊隊便從1A開始打球。
2017年，卡拉丁尼升上3A。他在6月28日被拉上大聯盟。該年他在大聯盟出賽31場比賽，打擊率為2成54，並敲出1轟與2分打點。另外他也有2次登板投球的紀錄，投了2局失2分。2018年國家聯盟外卡晉級賽，卡拉丁尼曾上場擔任代打，不過敲出滾地球出局。2019年，他已經和威爾遜·康崔拉斯隊上的兩位主力捕手。這年他也有一次投球記錄，他面對大都會投了1局無失分。
2020年9月13日，卡拉丁尼接捕了艾列克·米爾斯的無安打比賽。

### 聖地牙哥教士
2020年12月29日，卡拉丁尼和達比修有一同被小熊隊交易至教士隊，換回札克．戴維斯和四名小聯盟球員。2021年賽季，卡拉丁尼的角色原為球隊的二號捕手兼達比修有的專用捕手，但在原定主力捕手奧斯丁．諾拉兩度受傷的情況下，卡拉丁尼在2021年上半季遞補成為球隊主力捕手。2021年4月9日，卡拉丁尼接捕了喬·馬斯葛洛夫的無安打比賽，成為大聯盟首位在不同球隊接捕連續兩場無安打比賽的捕手。

### 密爾瓦基釀酒人
2022年4月6日，教士將卡拉丁尼交易到釀酒人，換來Brett Sullivan和Korry Howell。

## 外部連結
- 球員資訊和成績在MLB ，ESPN ，Retrosheet ，Baseball Reference ，Baseball Reference (Minors) ，Fangraphs ，The Baseball Cube （英文）
- 維克多·卡拉丁尼的X（前Twitter）
- 維克多·卡拉丁尼的Instagram帳戶